# پی‌اس برایتون
پی‌اس برایتون (به انگلیسی: PS Brighton) یک کشتی است که طول آن ۲۲۰٫۲ فوت (۶۷٫۱ متر) می‌باشد. این کشتی در سال ۱۸۸۳ ساخته شد.